# Notre-Dame-d'Allençon
Pour les articles homonymes, voir Notre-Dame.
Notre-Dame-d'Allençon est une ancienne commune française située dans le département de Maine-et-Loire, en région Pays de la Loire, devenue le 1er janvier 2017 une commune déléguée de la commune nouvelle de Terranjou.

## Géographie
Commune angevine du Saumurois, Notre-Dame-d'Allençon se situe au sud-ouest des Alleuds, sur les routes D 748, Brissac-Quincé - Chavagnes, et D 127 Vauchrétien, D 90 Les Alleuds, D 24 Bellevigne-en-Layon.

## Histoire
Le 1er janvier 2017, Chavagnes, Martigné-Briand et Notre-Dame-d'Allençon, se regroupent pour former la commune nouvelle de Terranjou. Notre-Dame-d'Allençon en devient une commune déléguée.

## Politique et administration

### Administration municipale

#### Administration actuelle
Depuis le 1er janvier 2017 Notre-Dame-d'Allençon constitue une commune déléguée au sein de la commune nouvelle de Terranjou et dispose d'un maire délégué.
| Période                                  | Période  | Identité        | Étiquette | Qualité |
| ---------------------------------------- | -------- | --------------- | --------- | ------- |
| janvier 2017                             | en cours | Ginette Rocher, |           |         |
| Les données manquantes sont à compléter. |          |                 |           |         |

#### Administration ancienne
| Période                                  | Période       | Identité                                         | Étiquette | Qualité |
| ---------------------------------------- | ------------- | ------------------------------------------------ | --------- | ------- |
| 1808                                     | 1830          | Philippe de Maillé de La Tour-Landry (1777-1847) |           |         |
|                                          |               |                                                  |           |         |
| 2001                                     | mars 2008     | Pierre-Louis Légé                                |           |         |
| mars 2008                                | décembre 2016 | Ginette Rocher                                   |           |         |
| Les données manquantes sont à compléter. |               |                                                  |           |         |

### Ancienne situation administrative

#### Intercommunalité
Notre-Dame-d'Allençon était membre de la communauté de communes des Coteaux du Layon, elle-même membre du syndicat mixte Pays de Loire en Layon.

#### Autres circonscriptions
Jusqu'en 2014, la commune fait partie du canton de Thouarcé et de l'arrondissement d'Angers. Le canton de Thouarcé compte alors dix-sept communes. Dans le cadre de la réforme territoriale, un nouveau découpage territorial pour le département de Maine-et-Loire est défini par le décret du 26 février 2014. Le canton de Thouarcé disparait et la commune est rattachée au canton de Chemillé-Melay, avec une entrée en vigueur au renouvellement des assemblées départementales de 2015.

## Population et société

### Évolution démographique
L'évolution du nombre d'habitants est connue à travers les recensements de la population effectués dans la commune depuis 1793. À partir du 1er janvier 2009, les populations légales des communes sont publiées annuellement dans le cadre d'un recensement qui repose désormais sur une collecte d'information annuelle, concernant successivement tous les territoires communaux au cours d'une période de cinq ans. 
Pour les communes de moins de 10 000 habitants, une enquête de recensement portant sur toute la population est réalisée tous les cinq ans, les populations légales des années intermédiaires étant quant à elles estimées par interpolation ou extrapolation. Pour la commune, le premier recensement exhaustif entrant dans le cadre du nouveau dispositif a été réalisé en 2005,.
En 2014, la commune comptait 684 habitants, en évolution de +19,16 % par rapport à 2009 (Maine-et-Loire : +3,3 %, France hors Mayotte : +2,49 %).
| 1793 | 1800 | 1806 | 1821 | 1831 | 1836 | 1841 | 1846 | 1851 |
| ---- | ---- | ---- | ---- | ---- | ---- | ---- | ---- | ---- |
| 585  | 546  | 504  | 507  | 518  | 504  | 539  | 489  | 508  |

| 1856 | 1861 | 1866 | 1872 | 1876 | 1881 | 1886 | 1891 | 1896 |
| ---- | ---- | ---- | ---- | ---- | ---- | ---- | ---- | ---- |
| 530  | 493  | 530  | 430  | 448  | 461  | 467  | 461  | 432  |

| 1901 | 1906 | 1911 | 1921 | 1926 | 1931 | 1936 | 1946 | 1954 |
| ---- | ---- | ---- | ---- | ---- | ---- | ---- | ---- | ---- |
| 433  | 436  | 420  | 393  | 359  | 372  | 376  | 420  | 360  |

| 1962 | 1968 | 1975 | 1982 | 1990 | 1999 | 2005 | 2010 | 2014 |
| ---- | ---- | ---- | ---- | ---- | ---- | ---- | ---- | ---- |
| 339  | 318  | 313  | 311  | 382  | 418  | 464  | 608  | 684  |

### Pyramide des âges
La population de la commune est relativement jeune. Le taux de personnes d'un âge supérieur à 60 ans (18,7 %) est en effet inférieur au taux national (21,8 %) et au taux départemental (21,4 %).
Contrairement aux répartitions nationale et départementale, la population masculine de la commune est supérieure à la population féminine (53,2 % contre 48,7 % au niveau national et 48,9 % au niveau départemental).
La répartition de la population de la commune par tranches d'âge est, en 2008, la suivante :
- 53,2 % d’hommes (0 à 14 ans = 25,2 %, 15 à 29 ans = 19,9 %, 30 à 44 ans = 19,6 %, 45 à 59 ans = 19,6 %, plus de 60 ans = 15,6 %) ;
- 46,8 % de femmes (0 à 14 ans = 21,8 %, 15 à 29 ans = 20,7 %, 30 à 44 ans = 21 %, 45 à 59 ans = 14,4 %, plus de 60 ans = 22,1 %).

| Hommes | Classe d’âge | Femmes |
| ------ | ------------ | ------ |
| 0,2    | 90 ans ou +  | 0,3    |
| 6,8    | 75 à 89 ans  | 10,1   |
| 8,6    | 60 à 74 ans  | 11,7   |
| 19,6   | 45 à 59 ans  | 14,4   |
| 19,6   | 30 à 44 ans  | 21,0   |
| 19,9   | 15 à 29 ans  | 20,7   |
| 25,2   | 0 à 14 ans   | 21,8   |

| Hommes | Classe d’âge | Femmes |
| ------ | ------------ | ------ |
| 0,4    | 90 ans ou +  | 1,1    |
| 6,3    | 75 à 89 ans  | 9,5    |
| 12,1   | 60 à 74 ans  | 13,1   |
| 20,0   | 45 à 59 ans  | 19,4   |
| 20,3   | 30 à 44 ans  | 19,3   |
| 20,2   | 15 à 29 ans  | 18,9   |
| 20,7   | 0 à 14 ans   | 18,7   |

### Vie locale
À part l'église, la mairie, l'école primaire, le bar de la boule de fort et le bar-restaurant, un centre de ski nautique a ouvert en 2013 et a été agrandi en 2016

## Économie
Sur 57 établissements présents sur la commune à fin 2010, 33 % relevaient du secteur de l'agriculture (pour une moyenne de 17 % sur le département), 7 % du secteur de l'industrie, 7 % du secteur de la construction, 49 % de celui du commerce et des services et 4 % du secteur de l'administration et de la santé. Beaucoup de commerces.

## Culture locale et patrimoine

### Lieux et monuments
- Manoir de l'Orchère[16].